# Vacqueyras
Vacqueyras este o comună în departamentul Vaucluse din sud-estul Franței. În 2009 avea o populație de 1.053 de locuitori.

## Evoluția populației
| An        | 1975 | 1982 | 1990 | 1999  | 2006  | 2009  |
| --------- | ---- | ---- | ---- | ----- | ----- | ----- |
| Populație | 816  | 883  | 943  | 1.061 | 1.048 | 1.053 |